# Lámpara de banquero

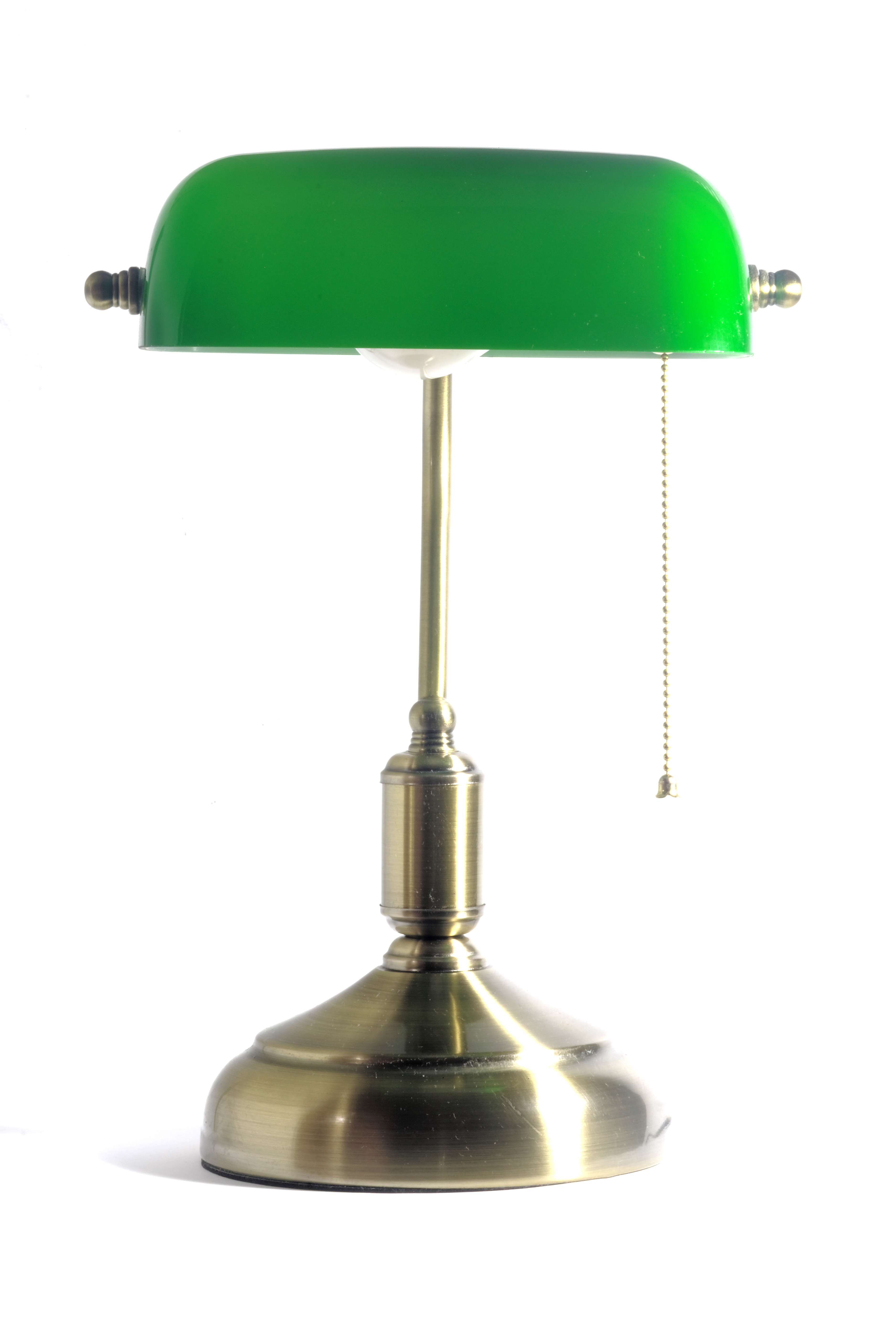
Un ejemplar de lámpara de banquero.

La lámpara de banquero es un estilo de lámpara de escritorio eléctrica que a menudo se caracterizada por un soporte de latón, una pantalla compuesta de un característico vidrio verde y un interruptor de cadena. Fue originalmente patentada bajo la marca Emeralite por la empresa estadounidense H.G. McFaddin Company of New York, quien la produjo desde 1909 hasta los 1940s. Este tipo de lámparas se pueden observar de manera frecuente en bibliotecas y otras instituciones públicas alrededor de Estados Unidos. Su popularización se debe a su presencia en múltiples películas y series de televisión. Otros ejemplares pueden presentar diferentes colores de vidrio y tipos de interruptor alternativos.

## Historia
La primera patente fue presentada el 11 de mayo de 1909 por Harrison D. McFaddin, y se produjo y vendió bajo la marca Emeralite (que proviene de "esmeralda" emerald y "luz" [light] en inglés). Las emblemáticas pantallas de las lámparas Emeralite fueron producidas por la fábrica J. Schreiber & Neffen ubicada en la ciudad de Rapotín, Moravia(actualmente en la República Checa). Versiones posteriores de otros competidores se vendieron con los nombres de "Greenalite", "Verdelite" y "Amronlite".

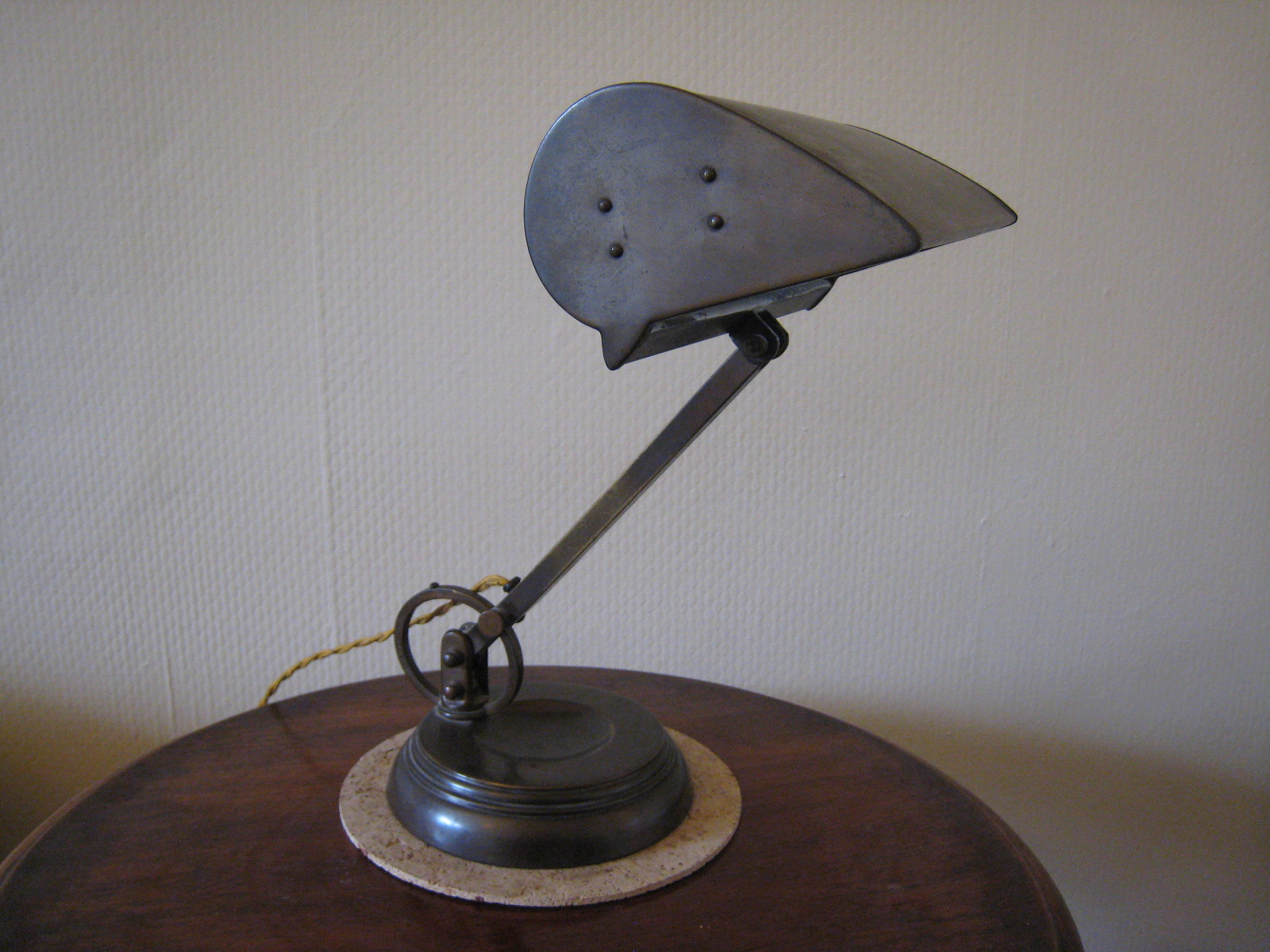
Lámpara de banquero de latón británico. Patentado en 1929

En 1929 se registró una patente para una versión británica de la lámpara de banquero que, en lugar de poseer la pantalla de cristal, tenía una pantalla de latón macizo. Aunado a esto, la pantalla y la base eran ajustables.